# Morphna pustulata
Morphna pustulata är en kackerlacksart som beskrevs av Hanitsch 1930. Morphna pustulata ingår i släktet Morphna och familjen jättekackerlackor. Inga underarter finns listade i Catalogue of Life.